# Hubbard (Oregon)
Hubbard è una città degli Stati Uniti d'America, nella Contea di Marion nello Stato dell'Oregon. Conta 2.250 abitanti.